# Bram van Velde
Abraham Gerardus (Bram) van Velde (Zoeterwoude-Rijndijk, 19 oktober 1895 – Grimaud, 28 december 1981) was een Nederlands kunstschilder.

## Biografie

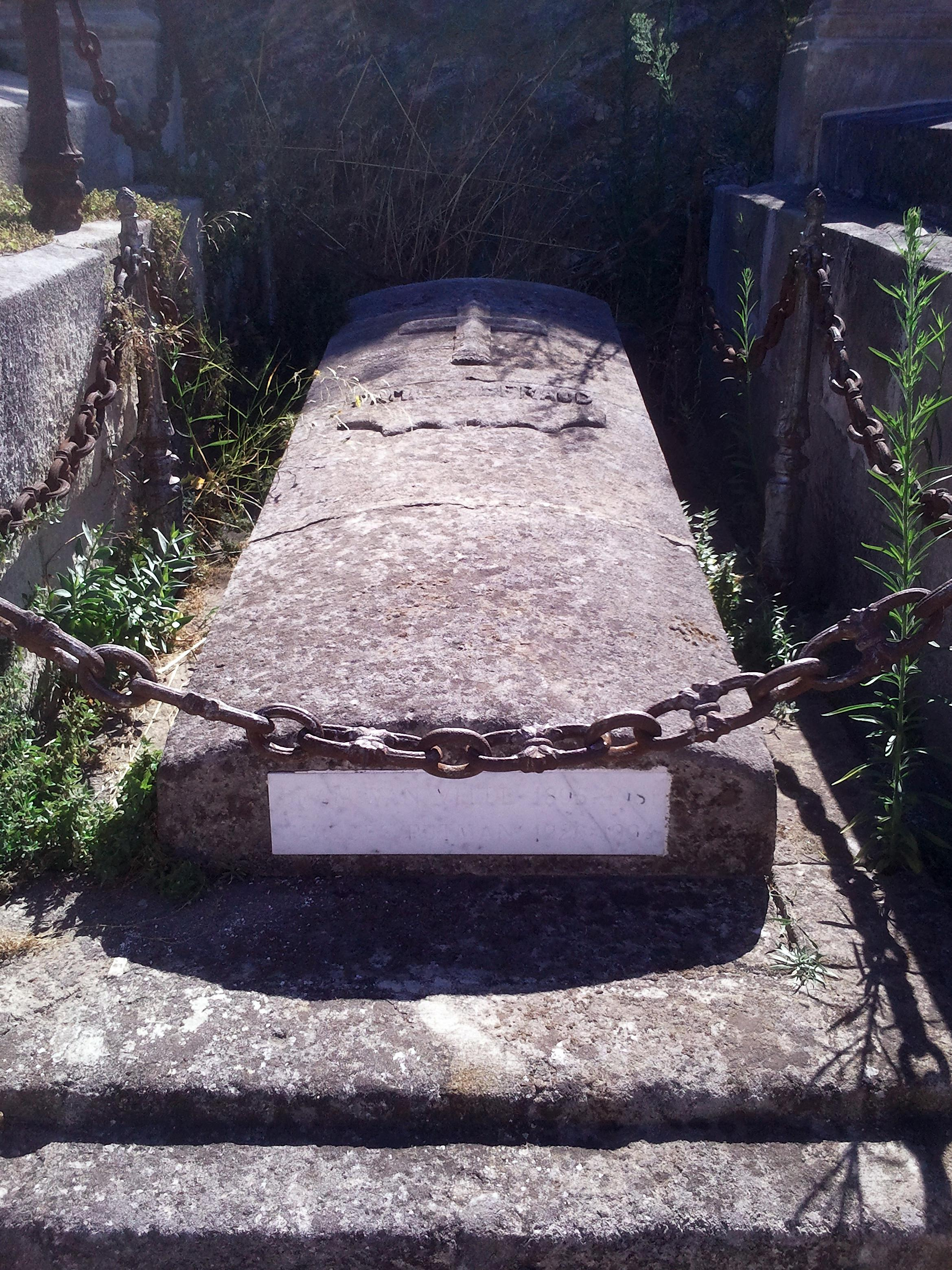
Van Velde's graf in Arles

Van Velde werd in 1895 in Zoeterwoude-Rijndijk geboren als zoon van de koopman Willem van Velde en Hendrika Catharina van der Voorst. Na zijn lagereschooltijd ging Van Velde in het bedrijf van een huisschilder werken. Hij ontwikkelde zich van huisschilder en decoratieschilder tot kunstschilder. Hij vestigde zich in 1922 in het Duitse Worpswede en werkte daarna, vanaf 1925, in Parijs, waar zijn broer Geer van Velde zich voor enige tijd bij hem voegde, en op het Franse eiland Corsica. In de jaren 30 leerden de broers in Parijs de Ierse schrijver Samuel Beckett kennen, die over beide kunstenaars publiceerde. Door dit contact, dat na de Tweede Wereldoorlog intensiveerde, ontstond er belangstelling voor hun werk en werden ze uitgenodigd voor tentoonstellingen, eerst in Parijs en later ook in New York en elders. 
Werken van Van Velde zijn te vinden in museale collecties in Engeland, Frankrijk, Nederland, de Verenigde Staten en Zwitserland.
Van Velde overleed in 1981 op 86-jarige leeftijd in Grimaud in Frankrijk.

## Werk
Het latere werk van Bram van Velde wordt wel gerekend tot de lyrische abstractie, waarbij hij niet-figuratieve composities opbouwde door kleurvlakken met een contourlijn tegen elkaar te plaatsen. Aanvankelijk verwerkte hij nog wel figuratieve elementen in zijn werk, die nog leken te verwijzen naar het expressionisme van leden van de kunstenaarskolonie Worpswede, waar Van Velde korte tijd verbleef. Maar anders dan bij de kunstenaars van CoBrA zijn vanaf de jaren 50 in de schilderijen van Bram van Velde geen figuratieve elementen of verwijzingen naar figuratie waarneembaar. Zijn composities, die hij ook regelmatig in gouache of in de vorm van litho's realiseerde, hebben geen titels en zijn dan louter opgebouwd uit platte vlakken en vormen in kleuren.
Waardering voor zijn werk kwam pas relatief laat en belangrijke museale presentaties van zijn werk in Europa en de Verenigde Staten volgden pas vanaf het eind van de jaren 50: Bern (1958), Amsterdam (1959), Parijs (1961 en 1970).

## Musea (selectie)
- Fine Arts Museums of San Francisco, San Francisco
- Musée Cantini, Marseille
- Musee Jenisch, Vevey in Zwitserland
- Tate Gallery, Londen